# Національна партія Індонезії
Націона́льна па́ртія Індоне́зії (індонез. Partai Nasional Indonesia) — індонезійська політична партія, що у різні роки виступала на різних платформах під різними гаслами.

## Історія
Партія була заснована Бандунгу 4 липня 1927 року групою індонезійських націоналістів на чолі з Ахмедом Сукарно. Первинно мала назву Індонезійської національної асоіації, але у травні 1928 року її було змінено. Поряд із загальнодемократичними вимогами проголосила гасло боротьби за політичну й економічну незалежність Індонезії. На думку керівництва партії, звільнення Індонезії від голландського панування можна було досягнути шляхом широких народних загальнонаціональних дій, але без насильства. Партія проводила політику відмови від співробітництва з колоніальною владою, розробила власну соціально-економічну програму. До кінця 1929 року в партії було понад 10 тисяч членів. Зростання впливу Національної партії в країні спричинило репресії з боку колоніальної влади. 1930 року були заарештовані Сукарно й інші лідери партії, її діяльність була фактично паралізована і, за рік, вона саморозпустилась.
Після проголошення незалежності Індонезії Національна партія почала відновлюватись як єдина в країні проурядова партія. Однак уже 22 серпня 1945 року її формування було припинено президентом Сукарно.

Сукарно — засновник і головний ідеолог партії

29 січня 1946 року на з'їзді в Кедірі (Східна Ява) партія була відновлена, її неформальним лідером залишався Сукарно, який вважався, відповідно до індонезійської конституції, безпартійним. В якості програми національного об'єднання й побудови незалежної індонезійської держави прийняла п'ять принципів, висунутих Сукарно — індонезійський націоналізм, інтернаціоналізм або гуманізм, дискусія чи демократія, соціальний статок і віра в Бога.
Лідери партії від 1945 року перебували на ключових постах в уряді, у 1952—1957 роках (з перервою у 1955—1956 роках) очолювали уряд Індонезії. Після виборів 1955 року посилилась внутрішньопартійна боротьба.
У травні 1950 року в партії стався розкол, від неї відокремилась Національна народна партія.
У серпні 1950 року був сформований індонезійський парламент — Рада народних представників. Національна партія отримала в ньому 36 місць.
У серпні 1958 року частина лівого крила вийшла з партії й утворила Партію Індонезії.
1960 року генеральним головою партії був обраний лідер лівого крила Алі Састроаміджойо. Ідеологічною базою Національної партії є мархаенізм (від «мархаен» — звичайна людина) — розроблений Сукарно різновид дрібнобуржуазного соціалізму. Програма партії (1952) містила низку соціальних вимог: ліквідація феодальних пережитків, націоналізація важливих галузей промисловості, підвищення життєвого рівня населення тощо.
Після подій 30 вересня 1965 року ліве крило на чолі з головою партії Састроаміджойо на позачерговому з'їзді (квітень 1966) було усунуто з керівних органів партії. До влади в партії прийшли готові до співробітництва з новим режимом генерала Сухарто. У той період вплив партії різко знизився. Разом з іншими політичними партіями та проурядовою організацією Голкар брала участь у виборах 1971 року, де мала третій результат, утім здобула менше 7 % голосів і не була допущена в парламент. 1973 року Національна партія злилась з партіями Християнською, Католицькою, Мурба й Лігою захисників незалежності Індонезії в Демократичну партію Індонезії.
1995 року було створено партію Індонезійський національний союз. 1998 року, після падіння диктатури Сухарто, він був переформований в Індонезійську національну партію мархаенізму. Під такою назвою партія брала участь у виборах 1999 року.